# پیترارویا
پیترارویا (به ایتالیایی: Pietraroja) یک کومونه در ایتالیا است که در استان بنونتو واقع شده‌است. پیترارویا ۳۵٫۷ کیلومتر مربع مساحت و ۵۵۳ نفر جمعیت دارد و ۸۱۸ متر بالاتر از سطح دریا واقع شده‌است.